# Kuusivaara (kulle i Finland, Lappland, Tunturi-Lappi)
Kuusivaara är en kulle i Finland.   Den ligger i den ekonomiska regionen  Fjäll-Lappland  och landskapet Lappland, i den norra delen av landet, 900 km norr om huvudstaden Helsingfors. Toppen på Kuusivaara är 464 meter över havet, eller 104 meter över den omgivande terrängen. Bredden vid basen är 2,6 km.
Terrängen runt Kuusivaara är platt åt sydost, men åt nordväst är den kuperad.  Trakten runt Kuusivaara är nära nog obefolkad, med mindre än två invånare per kvadratkilometer.